# Natator depressus
Natator depressus är en sköldpaddsart som beskrevs av Samuel Garman 1880. Den utgör den enda arten i släktet Natator som ingår i familjen havssköldpaddor. Den förekommer enbart i farvattnen kring Australien. Internationella naturvårdsunionen (IUCN) kategoriserar arten globalt som otillräckligt studerad. Inga underarter finns listade i Catalogue of Life.

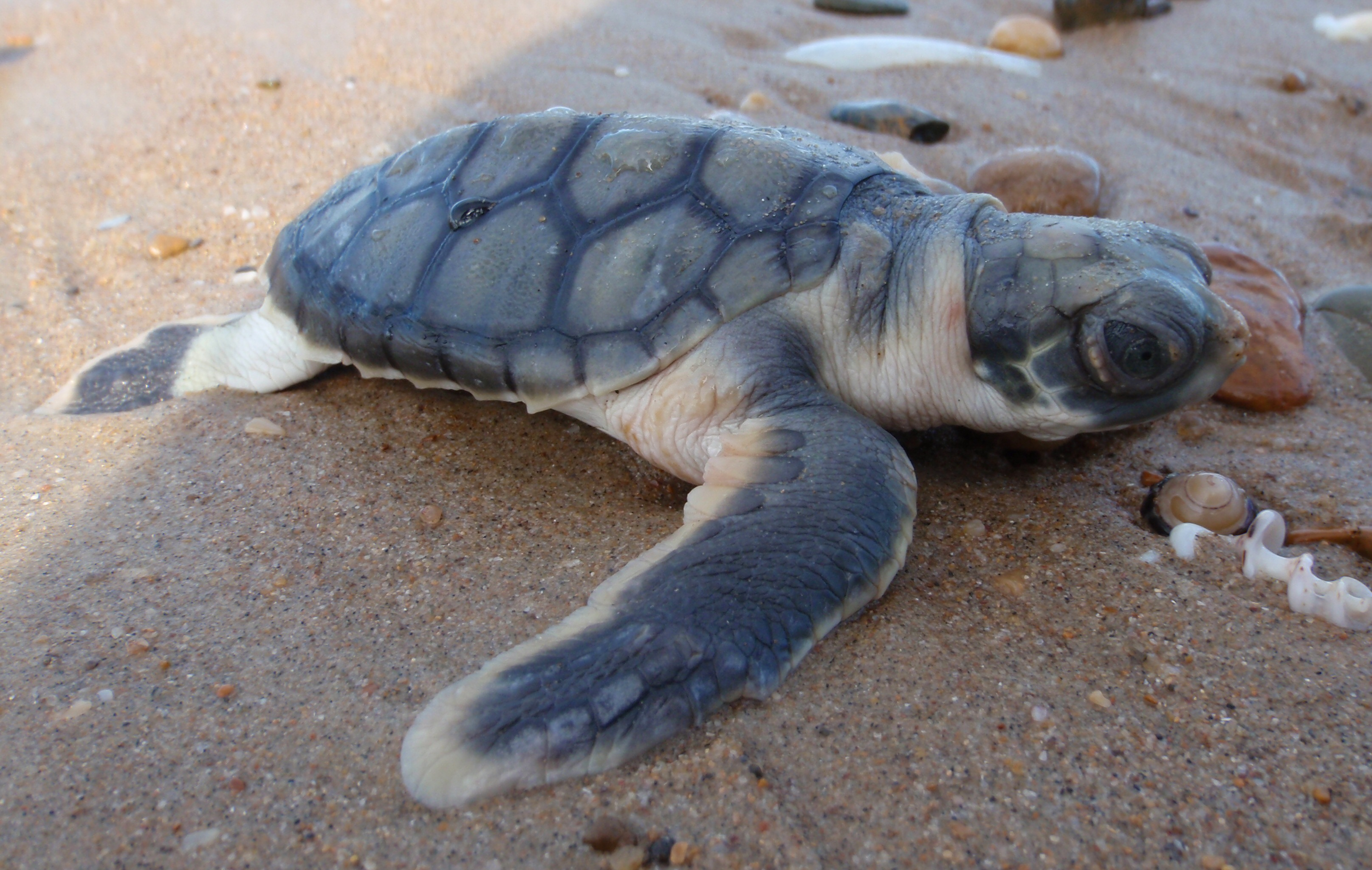
En nykläckt Natator depressus på väg mot havet.